# Helicogloea graminicola
Helicogloea graminicola är en svampart som först beskrevs av Giacopo Bresàdola, och fick sitt nu gällande namn av G.E. Baker 1936. Helicogloea graminicola ingår i släktet Helicogloea och familjen Phleogenaceae.   Inga underarter finns listade i Catalogue of Life.